# Pano Pirgos
Pano Pirgos (gr. Πάνω Πύργος) – wieś w Republice Cypryjskiej, w dystrykcie Nikozja. W 2011 roku liczyła 22 mieszkańców.